# Quan hệ Canada – Hoa Kỳ

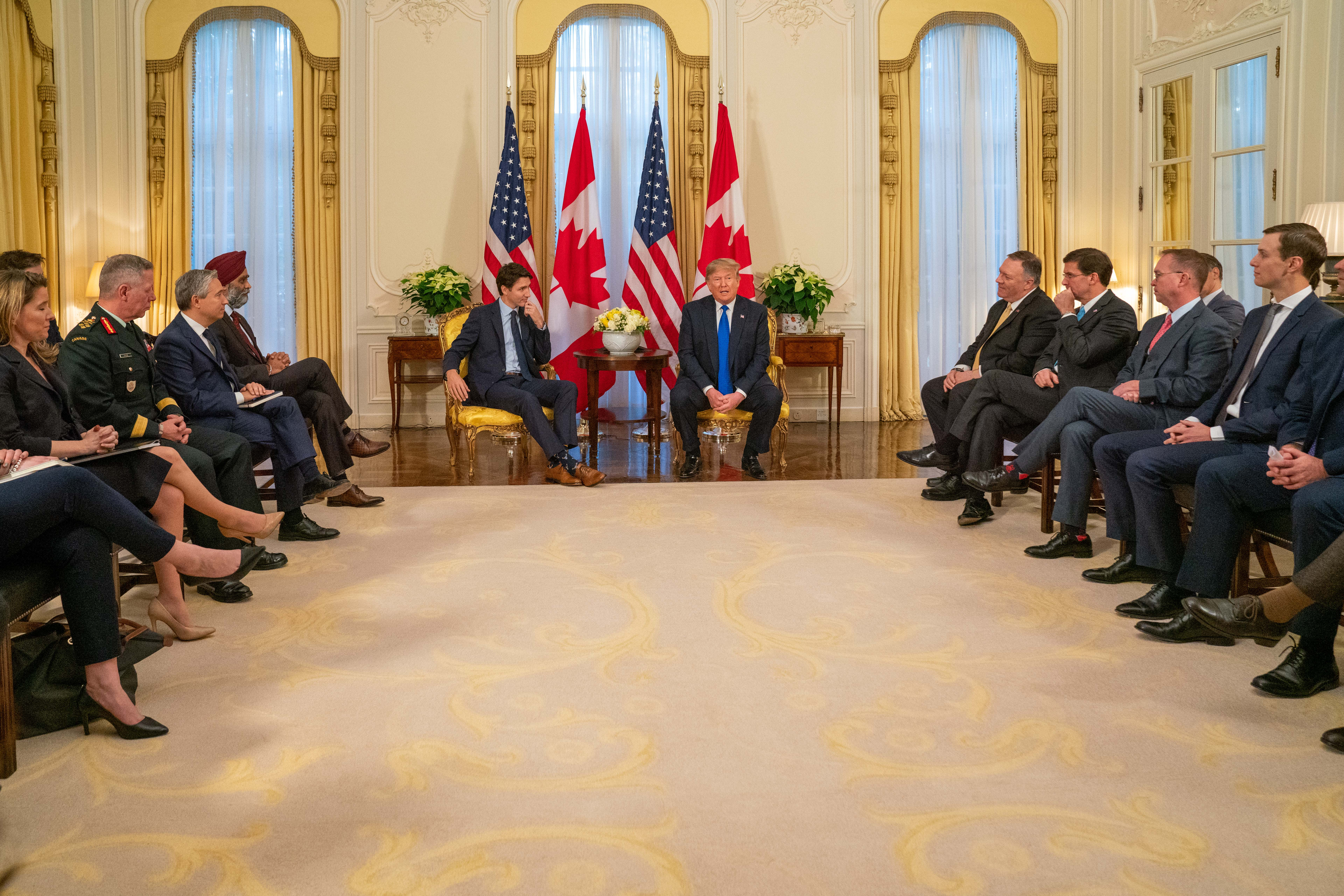
Thủ tướng Canada Justin Trudeau với Tổng thống Hoa Kỳ Donald Trump và các đại diện của họ tại London, 2019.

Quan hệ Canada – Hoa Kỳ bao gồm các mối quan hệ song phương giữa các quốc gia lân cận Canada và Hoa Kỳ. Quan hệ giữa Canada và Hoa Kỳ trong lịch sử lâu dài, có đường biên giới chung và ngày càng gia tăng  các mối quan hệ chặt chẽ và tương đồng về văn hóa, kinh tế. Di sản văn hóa và lịch sử được chia sẻ đã tạo nên một trong những mối quan hệ quốc tế ổn định và cùng có lợi nhất trên thế giới. Đối với cả hai quốc gia, mức độ thương mại với quốc gia kia đều đứng đầu trong tổng kim ngạch xuất nhập khẩu kết hợp hàng năm. Du lịch và di cư giữa hai quốc gia đã gia tăng mối quan hệ, nhưng an ninh biên giới đã được nâng cao sau vụ khủng bố ngày 11 tháng 9 vào Hoa Kỳ năm 2001. Mỹ có dân số lớn hơn xấp xỉ 9,25 lần và có ảnh hưởng văn hóa, thể thao, công nghệ và kinh tế vượt trội. Bắt đầu từ cuộc Cách mạng Mỹ, khi những người Trung thành chống Mỹ chạy sang Canada, một lượng người có tiếng nói ở Canada đã cảnh báo chống lại sự thống trị hoặc thôn tính của Mỹ. Chiến tranh năm 1812 chứng kiến những cuộc xâm lược qua biên giới. Năm 1815, chiến tranh kết thúc với biên giới không thay đổi và phi quân sự hóa, cũng như các Hồ Lớn. Người Anh đã ngừng hỗ trợ các cuộc tấn công của người Mỹ bản địa vào Hoa Kỳ, và Hoa Kỳ không bao giờ cố gắng xâm lược Canada một lần nữa. Ngoài các cuộc đột kích nhỏ, biên giới hai nước khá yên bình.
Khi Anh quyết định rút lui, lo ngại về sự tiếp quản của Mỹ đóng một vai trò trong Liên minh Canada (1867) và việc Canada từ chối thương mại tự do (1911). Sự hợp tác quân sự chặt chẽ trong Chiến tranh Thế giới thứ hai và tiếp tục trong suốt Chiến tranh Lạnh, song phương thông qua NORAD và đa phương thông qua NATO. Một khối lượng rất lớn thương mại và di cư tiếp tục diễn ra giữa hai quốc gia, cũng như sự chồng chéo nặng nề của nền văn hóa đại chúng và tinh hoa, một động lực đã tạo ra mối quan hệ chặt chẽ hơn, đặc biệt là sau khi ký kết Hiệp định Thương mại Tự do Canada-Hoa Kỳ vào năm 1988.
Hai quốc gia có đường biên giới chung dài nhất thế giới (8.891 km (5.525 mi)), và cũng có khả năng tương tác đáng kể trong phạm vi phòng thủ. Những khó khăn gần đây bao gồm tranh chấp thương mại lặp đi lặp lại, quan ngại về môi trường, quan ngại của Canada về tương lai xuất khẩu dầu mỏ, vấn đề nhập cư bất hợp pháp và nguy cơ khủng bố. Thương mại tiếp tục được mở rộng, đặc biệt là sau Hiệp định FTA năm 1988 và Hiệp định Thương mại Tự do Bắc Mỹ (NAFTA) năm 1994, vốn đã hợp nhất thêm hai nền kinh tế. Hợp tác trên nhiều mặt, chẳng hạn như sự dễ dàng của dòng chảy hàng hóa, dịch vụ và người qua biên giới sẽ được mở rộng hơn nữa, cũng như việc thành lập các cơ quan thanh tra biên giới chung, chuyển các đại lý thanh tra thực phẩm của Hoa Kỳ đến các nhà máy của Canada và ngược lại, sự chia sẻ thông tin tình báo nhiều hơn, và hài hòa hóa các quy định về mọi thứ, từ thực phẩm đến hàng hóa sản xuất, do đó làm tăng thêm sự liên kết hai nước Mỹ-Canada.
Các chính sách đối ngoại của các nước đã liên kết chặt chẽ với nhau kể từ sau Chiến tranh Lạnh. Canada không đồng ý với các chính sách của Mỹ liên quan đến Chiến tranh Việt Nam, tình trạng của Cuba, Chiến tranh Iraq, Phòng thủ tên lửa và Cuộc chiến chống khủng bố. Một cuộc tranh luận ngoại giao đã được tiến hành trong những năm gần đây về việc liệu Hành lang Tây Bắc thuộc vùng biển quốc tế hay thuộc chủ quyền của Canada.
Ngày nay, do có những mối quan hệ văn hóa chặt chẽ, nhiều nét giống nhau và giống nhau  và theo các cuộc thăm dò dư luận hàng năm của Gallup, Canada luôn là quốc gia yêu thích của người Mỹ, với 96% người Mỹ đánh giá tốt Canada trong năm 2012. Tính đến mùa xuân năm 2013, 64% người Canada có cái nhìn thuận lợi về Mỹ và 81% bày tỏ tin tưởng vào việc Tổng thống Mỹ lúc bấy giờ là Obama sẽ làm điều đúng đắn trong các vấn đề quốc tế. Theo cùng một cuộc thăm dò, 30% nhìn nhận tiêu cực về nước Mỹ. Ngoài ra, theo một cuộc thăm dò của BBC World Service năm 2014, 86% người Mỹ xem ảnh hưởng của Canada là tích cực, chỉ có 5% bày tỏ quan điểm tiêu cực. Tuy nhiên, theo cùng một cuộc thăm dò, 43% người Canada nhìn nhận ảnh hưởng tích cực của Hoa Kỳ, với 52% bày tỏ quan điểm tiêu cực. Ngoài ra, theo Khảo sát Thái độ Toàn cầu Mùa xuân 2017, 43% người Canada nhìn nhận Mỹ tích cực, trong khi 51% giữ quan điểm tiêu cực. Tuy nhiên, gần đây hơn, một cuộc thăm dò vào tháng 1 năm 2018 cho thấy sự tán thành của người Canada đối với sự lãnh đạo của Hoa Kỳ đã giảm hơn 40 điểm phần trăm dưới thời Tổng thống Donald Trump, phù hợp với quan điểm của người dân nhiều nước đồng minh và trung lập khác của Hoa Kỳ.